# Ciclovía Las Industrias
La Ciclovía Las Industrias se encuentra ubicada en acera de la Avenida Las Industrias, en la comuna de San Joaquín, Chile. Posee doble sentido de tránsito. Su extremo norte comunica con la ciclovía Carmen (que llega al centro de Santiago de Chile) y en su extremo sur con la ciclovía Departamental (que llega hasta la estación Pedrero del Metro de Santiago).

## Ciclorecreovía San Joaquín
Como parte del proyecto Ciclorecreovía, los días domingo, entre las 9 y 14 horas, la avenida Las Industrias, entre las avenidas Salvador Allende y Lo Ovalle es cerrada a vehículos motorizados y reservándola para el libre tránsito de ciclistas y peatones. Esta  cuenta además con vigías y asistencia (primeros auxilios, hidratación y mecánica básica para bicicletas).[cita requerida]